# Ostfrankenreich

Die Teilung des Fränkischen Reiches im Jahre 843

Ostfränkisches Reich nach dem Vertrag von Meerssen 870

Ostfränkisches Reich nach dem Vertrag von Ribemont 880

Als Ostfrankenreich (lateinisch Regnum Francorum orientalium) bezeichnet man das aus der Teilung des Fränkischen Reichs im Jahr 843 hervorgegangene östliche Teilreich. Es handelt sich, zusammen mit großen Teilen des Mittelfrankenreiches, um den frühmittelalterlichen Vorläufer des Heiligen Römischen Reichs.

## Geschichte
Mit dem Vertrag von Verdun im Jahr 843 beendeten die Söhne Ludwigs I. des Frommen († 840) Lothar I., Karl II. der Kahle und Ludwig II. der Deutsche den Kampf um die Macht und teilten sich die Herrschaft. Lothar erhielt den mittleren, Karl den westlichen und Ludwig den östlichen Teil des Reiches. Nach dem Tode des letzten ostfränkischen Karolingers war im Jahre 911 die Wahl Konrads zum König ein wichtiger Schritt auf dem Weg zu einem eigenständigen Reich. Diese Entwicklung fand 962 mit der Kaiserkrönung Ottos I. ihren Abschluss, die als Beginn des Heiligen Römischen Reiches angesehen wird.

### Niedergang des Frankenreichs
Die Teilung von 843 war lediglich eine Teilung der Herrschaft. Sie entsprach den fränkischen Gepflogenheiten und bedeutete nicht das Ende eines gemeinsamen Fränkischen Reichs. Ludwig I. hatte 817 auf dem Aachener Reichstag durch eine Erbregelung versucht, die Einheit des Reichs zu sichern, diese aber 829 wieder konterkariert, als er zu Gunsten seines Sohns aus zweiter Ehe, Karl, eine Neuregelung vornahm. Damit löste er einen Machtkampf aus (siehe auch Innerdynastische Kämpfe der Karolinger 830–842), der erst mit dem Vertrag von Verdun beendet wurde. Da es zu keiner dauerhaften Einigung des Reichs unter einem Herrscher mehr kam, entwickelten sich Osten und Westen auseinander. Dies war auch wesentlich dadurch bedingt, dass die naturgemäß auftretenden Machtkämpfe unter den Karolingern zu einer Vernachlässigung der Bekämpfung der äußeren Feinde führten. Die Verheerungen, welche die Normannen, die Sarazenen und ab 899 die Magyaren im Reichsgebiet anrichteten, führten zu einem Ansehensverlust der karolingischen Dynastie und begünstigten den Aufstieg lokaler Anführer.

### Ostfränkische Karolinger
Das Ludwig dem Deutschen zugefallene Gebiet war kleiner und weniger weit entwickelt als die westlichen Teile. Einen gewissen Ausgleich bedeutete es, dass Ludwig noch über das uneingeschränkte Recht der Bischofsernennung verfügte. Er machte die Königspfalzen in Regensburg und Frankfurt mit der Gründung von Pfalzkapellen zu Zentren seines Reichs und suchte durch Heiratspolitik sowohl den ostfränkischen Adel an seine Dynastie zu binden, als auch seine Familie in den verschiedenen Stammesgebieten zu verankern. An eine weitere Missionierung der Slawen, also an eine Fortführung der Expansion nach Osten, war vorerst nicht zu denken. Weder die Massentaufe böhmischer Adliger 845, noch die Einsetzung des christlichen Rastislav im Jahre 846 durch Ludwig in Mähren halfen, die nur nominelle Oberhoheit der Karolinger weiter zu sichern. Die 855 nach Lothars Tod erfolgte Teilung des Mittelreichs führte zu Auseinandersetzungen mit Karl dem Kahlen über die Aufteilung der mittleren Gebiete und über die Frage, welcher Familienzweig die Kaiserwürde erhalten sollte. 870 wurde im Vertrag von Meerssen das spätere Lothringen geteilt, fiel aber 880 im Vertrag von Ribemont ganz an das Ostreich. Nach dem Tod von Lothars Sohn Ludwig II., Kaiser seit 855, fand Karl der Kahle († 877) die Unterstützung von Papst Johannes VIII. und ließ sich 875 zum Kaiser krönen. Während der folgenden Kämpfe starb Ludwig der Deutsche 876.
Wie es Ludwig der Deutsche vor seinem Tod bestimmt hatte, wurde das Ostfrankenreich unter seinen Söhnen Karlmann († 880), Ludwig III. dem Jüngeren († 882) und Karl III. dem Dicken aufgeteilt. Nach dem Tod seiner Brüder und dem Tod der beiden Söhne des westfränkischen Königs Ludwig dem Stammler, Ludwig III. († 882) und Karlmann († 884), konnte Karl der Dicke († 888) ab 885 das Reich Karls des Großen für kurze Zeit wieder vereinen. Während Karl seine Ambitionen verfolgte, hatten sich die Einfälle der Normannen verstärkt und den Westen des Reiches schwer in Mitleidenschaft gezogen. Der Machtschwerpunkt hatte sich damit nach Osten verschoben und die westfränkischen Adligen boten Karl dem Dicken auch die Königswürde an. Der unter Epilepsie leidende Karl konnte das weit ausgedehnte Reich nicht schützen und ließ zweimal schon fast besiegte Normannen gegen Tribut wieder ziehen. Sein Ansehensverlust war so stark, dass Karlmanns illegitimer Sohn Arnulf von Kärnten ihn kurz vor seinem Tod absetzen konnte. Die Wiedervereinigung unter einem Herrscher blieb Episode.
Die Karolinger hatten so stark an Autorität verloren, dass im Westen der Nichtkarolinger Odo von Paris dank seines Widerstands gegen die Normannen zum König erhoben wurde. Trotzdem suchten er und sein Widersacher Karl der Einfältige, ein Enkel Karls des Kahlen, ihre Herrschaft durch Arnulf zu legitimieren. Ein deutliches Zeichen für die Vorherrschaft, die der ostfränkische König mittlerweile ausübte und 896 zur Kaiserkrönung führte. Sein auf dem Rückweg von Italien erlittener Schlaganfall mag das Verfolgen weiterer Ambitionen verhindert haben. Nachdem Arnulf von Kärntens 899 gestorben war, wurde sein siebenjähriger Sohn Ludwig IV. das Kind im Jahr 900 zum König des Ostfrankenreiches gewählt. In die Zeit von dessen „Herrschaft“ – faktisch wurde diese u. a. durch Erzbischof Hatto von Mainz ausgeübt – drohten dem Ostfrankenreich erneut Ungarneinfälle. Diese waren bereits 899 unter Führung von unter Árpád in Italien eingefallen und verheerten, nachdem sie bereits 906 und 910 Siege davongetragen hatte, das Ostfrankenreich fast jährlich. Bereits 911 starb Ludwig das Kind.

### Die Wahl Konrads und die Etablierung der Herzogtümer

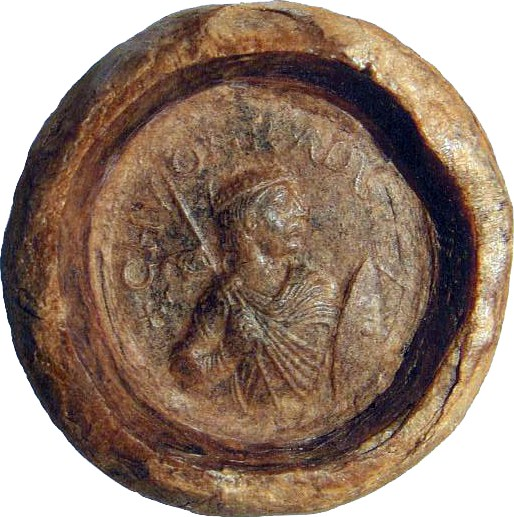
Siegel König Konrads I.

Zwar waren seit Karl dem Großen die älteren Stammesherzogtümer aufgelöst worden, aber die Bewohner des ostfränkischen Reiches lebten je nach ihrer Stammesherkunft noch immer nach unterschiedlichen Stammesrechten. Indem Ludwig der Deutsche seine Söhne als Teilkönige in den alten Stammesgebieten einsetzte, wurde im Ostreich die Differenzierung nach Stammesgrenzen weiter gefördert. Die endlosen Bruderkämpfe und die dadurch geförderten Einfälle äußerer Feinde, und insbesondere die im Namen Ludwigs des Kindes geführte Regentschaft der Geistlichen und Adligen im ostfränkischen Reich, führten zu einem weiteren Ansehensverlust der karolingischen Dynastie. Im Abwehrkampf gegen die äußeren Feinde wurde die Stellung mächtiger lokaler Adliger gestärkt. Häufig führten sie als Anführer ihres Stammesverbandes den eigentlichen Kampf gegen Normannen und Ungarn und gewannen dadurch an Ansehen. Dadurch erreichten die mächtigsten Adligen der Grenzgebiete in Sachsen und Bayern relativ früh eine übergeordnete Stellung als Herzöge. Ab etwa dem Jahr 900 versuchten auch mächtige Adlige in Schwaben und Franken eine herzogliche Stellung zu erreichen. Beim Tode Ludwig des Kindes 911 existierten schon drei etablierte Stammesherzöge in Sachsen, Franken und Bayern, die einem weiteren Karolinger einen aus ihrer Mitte vorzogen, und den Franken und Nichtkarolinger Konrad I. zum neuen gemeinsamen ostfränkischen König wählten, da sich jeder Herzog alleine den äußeren Feinden nicht gewachsen fühlte. Lothringen schloss sich bei dieser Gelegenheit allerdings dem Westreich an. Aus der äußeren Bedrohung entwickelte sich ein gewisses Zusammengehörigkeitsgefühl, aus dem sich ein eigenständiges Reich bildete, das die (sogenannten jüngeren) Stammesherzogtümer von Franken, Sachsen, Bayern, Schwaben und seit 925 Lothringen umfasste.
Konrad I. scheiterte allerdings, als er versuchte, auf die Kirche gestützt, seine Herrschaft gegen die Herzöge durchzusetzen. Nach erfolglosen Versuchen, Lothringen wieder zu erobern, wurde sein Ansehen erheblich geschwächt, als 913 der bayrische Herzog Arnulf und der Schwabe Erchanger gegen die Ungarn in die Schlacht zogen, während der König untätig blieb. Versuche, seine Herrschaft gegen diese und den mächtigen Herzog Heinrich von Sachsen durchzusetzen, scheiterten. Konrad überredete kurz vor seinem Tod 918 seinen Bruder Eberhard, auf die Nachfolge zu verzichten und Heinrich zu unterstützen. Nach Lesart der späteren Chronisten geschah dies aus der Einsicht heraus, dass ihm das Königsheil gefehlt habe.

### Heinrich I.

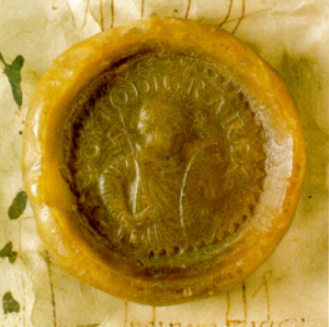
Das Königssiegel Ottos I., das von 936 bis 961 in Gebrauch war, zeigt den König mit Lanze und Schild.

Der von Sachsen und Franken 919 zum König gewählte Heinrich ging behutsamer vor. Mit den Herzögen Arnulf von Bayern und Burchard von Schwaben einigte er sich bis 920 kampflos. Diese erkannten seine Herrschaft an und behielten dafür das wichtige Verfügungsrecht über die Kirche. Dies gab Heinrich die Möglichkeit, weitere Machtkämpfe im Westfrankenreich durch die Eroberung Lothringens 925 auszunutzen. Ein Einfall der Ungarn 926 wendete sich durch Glück zum Guten, als es ihm gelang, einen ungarischen Fürsten gefangen zu nehmen und einen neunjährigen Waffenstillstand zu erreichen. Auf dem Wormser Reichstag von 926 wurden wichtige Weichen für seine Regentschaft gestellt. Der mittlerweile verstorbene Herzog Burchard wurde durch einen Mann Heinrichs ersetzt, der diesem als vorletzter Herzog das Kirchenrecht überließ. Eine Burgenordnung wurde erlassen, der Heerbann reorganisiert und sein Ansehen durch die Aufwartung Rudolfs von Burgund gesteigert, der ihm womöglich bei dieser Gelegenheit eine wichtige Reliquie überließ, die Heilige Lanze, die später eine wichtige Rolle bei der Aufwertung der Siege Ottos I. spielen sollte. In der Folge befriedete Heinrich in mehreren Feldzügen die Slawen, erreichte 933 in der Schlacht bei Riade einen bedeutsamen Sieg gegen die Ungarn, einen weiteren gegen die Normannen im Norden und 935 die Anerkennung seiner Herrschaft über Lothringen durch den westfränkischen König. Kurz vor seinem Tod 936 ließ er sich von den Herzögen noch einmal die Nachfolge seines Sohnes bestätigen.

### Otto I.
Die Wahl Ottos I. in Aachen war sorgfältig inszeniert, um den Machtanspruch der sächsischen Dynastie zu unterstreichen und einen Bezug zu dem universellen Machtanspruch Karls des Großen herzustellen. Doch musste dieser erst durchgesetzt werden. Otto sah sich nach einem Slawenaufstand Rebellionen seiner Brüder Thankmar und Heinrich gegenüber, die sich mit der Entschädigung durch Besitztümer als Ersatz für einen Teil der Herrschaft nach fränkischem Brauch nicht zufrieden zeigten. Zudem musste Otto sich einem unbotmäßigen jungen Herzog von Bayern widmen, der ihm nicht das wichtige Kirchenrecht überlassen wollte. 939 ging Otto aus diesen Wirren als Sieger hervor. Das Ergebnis war das uneingeschränkte Nachfolgerecht des ältesten Sohnes und die Neuorganisation der Herzogtümer. Sachsen und Franken blieben unmittelbar in der Hand des Königs, während in Lothringen der in Gnaden wieder aufgenommene Heinrich eingesetzt wurde. Die Herzöge von Bayern und Schwaben wurden durch Heiraten mit der Dynastie verbunden. Otto verfolgte diese Politik später konsequent weiter und suchte wann immer möglich, den Einfluss seines Hauses auf die Herzogtümer auszubauen.

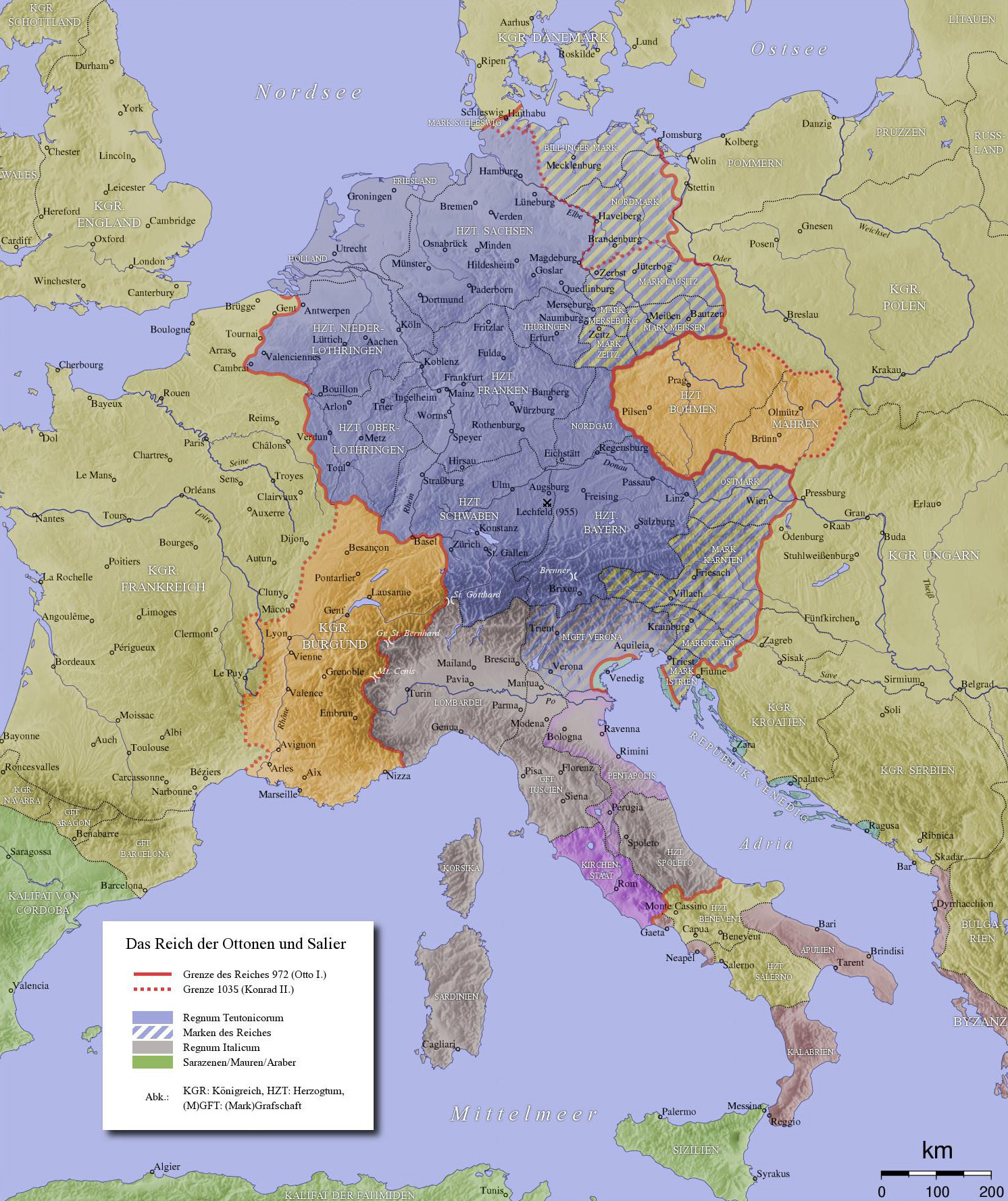
Das Imperium (rot umrandet)
mit Regnum Teutonicorum (blau) im 10. Jahrhundert

Als Berengar 950 in Italien nach der Königswürde strebte, sah Otto den Zeitpunkt gekommen, seinen Einfluss nach Süden auszudehnen. Nach sorgfältigen Vorbereitungen zog Otto nach Italien, übernahm die langobardische Königswürde und heiratete Adelheid, die Witwe des früheren Königs von Italien. Bevor er weiter nach der Kaiserwürde trachten konnte, zwang ihn aber ein Aufstand seines Sohnes Liudolf zur Umkehr, der um seine Thronfolge fürchtete. 954 nutzten die Ungarn die inneren Auseinandersetzungen zu einem erneuten Überfall und belagerten Augsburg. Der äußere Feind nutzte Otto, der alle Streitigkeiten beilegen konnte und 955 mit einem großen Heer, unter dem Siegeszeichen der Heiligen Lanze, die Ungarn auf dem Lechfeld vor Augsburg vernichtend schlug. Dieser Sieg steigerte Ottos Ansehen weit über die Grenzen seines Reiches hinaus gewaltig. Der erwartete Griff nach der Kaiserwürde folgte, als Berengar, in Italien wiedererstarkt, zum Angriff auf Rom rüstete und Papst Johannes XII. Otto zu Hilfe rief (960). Nach sorgfältigen Vorbereitungen begann 961 der zweite Italienzug, der am 2. Februar 962 in der Krönung zum Kaiser gipfelte.
In einem dritten Italienzug von 966 bis 972 rundete Otto seine Macht mit der vom Papst genehmigten Gründung des Erzbistums Magdeburg ab, die die bereits durch die Einsetzung von Markgrafen und Gründung von Bistümern erreichte Expansion nach Osten stützte. Ein weiteres Ergebnis war nach längeren Auseinandersetzungen mit dem Byzantinischen Reich in Süditalien die Vermählung seines Sohnes Otto mit Theophanu, einer byzantinischen Prinzessin. Ebenso suchte Otto seine Macht durch die Einbeziehung von in seinen Kapellen ausgebildeten Geistlichen in der Verwaltung des Reichs zu stützen. Als Otto 973 kurz nach der Versammlung von Quedlinburg starb, in der Gesandtschaften aus ganz Europa den Glanz seines Hauses dokumentierten, war die hegemoniale Stellung des neuen Heiligen Römischen Reichs in Europa begründet.

## Könige des Ostfrankenreichs
- Ludwig II. (der Deutsche), (805/809–876), König seit 817 in Bayern und seit 843 (mit dem Vertrag von Verdun) im Ostfrankenreich
- im Teilreich:
  - Karlmann, (um 830–880), 876–880 König in Bayern, 877–879 auch König von Italien
  - Ludwig III., der Jüngere, (835–882), König 876–882 in Franken, Sachsen und Thüringen, seit 880 auch in Bayern
- Karl III. (839–888), König in Alemannien ab 876, seit 879 auch König von Italien, von 882 an König des ganzen Ostfrankenreiches (außerdem römischer Kaiser seit 881)
- Arnulf von Kärnten (850–899), König seit 887, römischer Kaiser seit 896
- Ludwig IV. (893–911), König von 900 bis 911
- Konrad I. (881–918), König von 911 bis 918
- Heinrich I. (875/876–936), König von 919 bis 936
- Otto I. („der Große“, 912–973), ostfränkischer König seit 936, römisch-deutscher Kaiser seit 962
- Otto II. (955–983), Mitkönig ab 961, Mitkaiser ab 967, Alleinherrschaft als König und römisch-deutscher Kaiser ab 973
- Otto III. (980–1002), König ab 983 (zunächst unter Regentschaft seiner Mutter Theophanu und Großmutter Adelheid), römisch-deutscher Kaiser ab 996
- Heinrich IV. († 1024), ostfränkischer König von 1002 bis 1024, ab 1014 als Heinrich II. römisch-deutscher Kaiser